# Trailer
Trailer (kinoupoutávka, kinotrailer) je krátká, ne více než tři minuty trvající upoutávka na budoucí film, uvolněná až půl roku před premiérou a většinou ve formě sestřihu stěžejních nebo vizuálně nejzajímavějších částí. Jde vlastně o reklamu na film, ovšem určenou pouze pro kinosály. Kinoupoutávky jsou poté zpravidla využity ještě jednou, jako bonusové materiály na DVD.
K hollywoodským filmům s vyššími rozpočty vzniká ne jeden, ale i několik (někdy i přes 20) kinoupoutávek, v závislosti na tom, pro jaké promítání jsou určeny (např. před promítáním filmu hodnoceného PG-13 se v kinoupoutávce nesmí objevit záběry, které by podléhaly hodnocení R, proto se pro taková představení vyrábějí speciální kinoupoutávky, ve kterých se nevhodné scény vypustí). Náklady na výrobu kinoupoutávky k vysokorozpočtovým filmům mohou dalece přesahovat milion dolarů.
Kategorií samou o sobě jsou televizní upoutávky, které bývají mnohem kratší než plnohodnotné kinoupoutávky (obvykle 20–30 sekund) a v USA, Velké Británii a Austrálii obsahují i nezbytnou informaci o kategorizaci filmů (podle MPAA: G, PG, PG-13, R, NC-17). I přesto, že se trailery i TV spoty pod upoutávky řadí, jsou to dvě různé kategorie, které by neměly být zaměňovány.
Kinoupoutávky se (zejména v poslední době a v souvislosti s rozvojem internetu) stávají velmi důležitou součástí v reklamě filmů a mnohé jsou zdarma k dispozici ke stažení na internetu.